# Lamalonga
Lamalonga is een plaats (freguesia) in de Portugese gemeente Macedo de Cavaleiros en telt 475 inwoners (2001).